# Willamina
Willamina és una població dels Estats Units a l'estat d'Oregon. Segons el cens del 2000 tenia 1.844 habitants.

## Demografia
Segons el cens del 2000, Willamina tenia 1.844 habitants, 666 habitatges, i 480 famílies. La densitat de població era de 827,9 habitants per km².
Dels 666 habitatges en un 39% hi vivien nens de menys de 18 anys, en un 52,1% hi vivien parelles casades, en un 13,4% dones solteres, i en un 27,9% no eren unitats familiars. En el 22,7% dels habitatges hi vivien persones soles el 7,4% de les quals corresponia a persones de 65 anys o més que vivien soles. El nombre mitjà de persones vivint en cada habitatge era de 2,77 i el nombre mitjà de persones que vivien en cada família era de 3,19.
Per edats la població es repartia de la següent manera: un 32,4% tenia menys de 18 anys, un 9,1% entre 18 i 24, un 28,3% entre 25 i 44, un 19,8% de 45 a 60 i un 10,4% 65 anys o més.
L'edat mediana era de 32 anys. Per cada 100 dones de 18 o més anys hi havia 90,8 homes.
La renda mediana per habitatge era de 32.326$ i la renda mediana per família de 37.250$. Els homes tenien una renda mediana de 30.082$ mentre que les dones 22.432$. La renda per capita de la població era de 13.349$. Aproximadament el 10,9% de les famílies i el 14,3% de la població estaven per davall del llindar de pobresa.

## Poblacions més properes
El següent diagrama mostra les poblacions més properes.